# 東急3300系電車

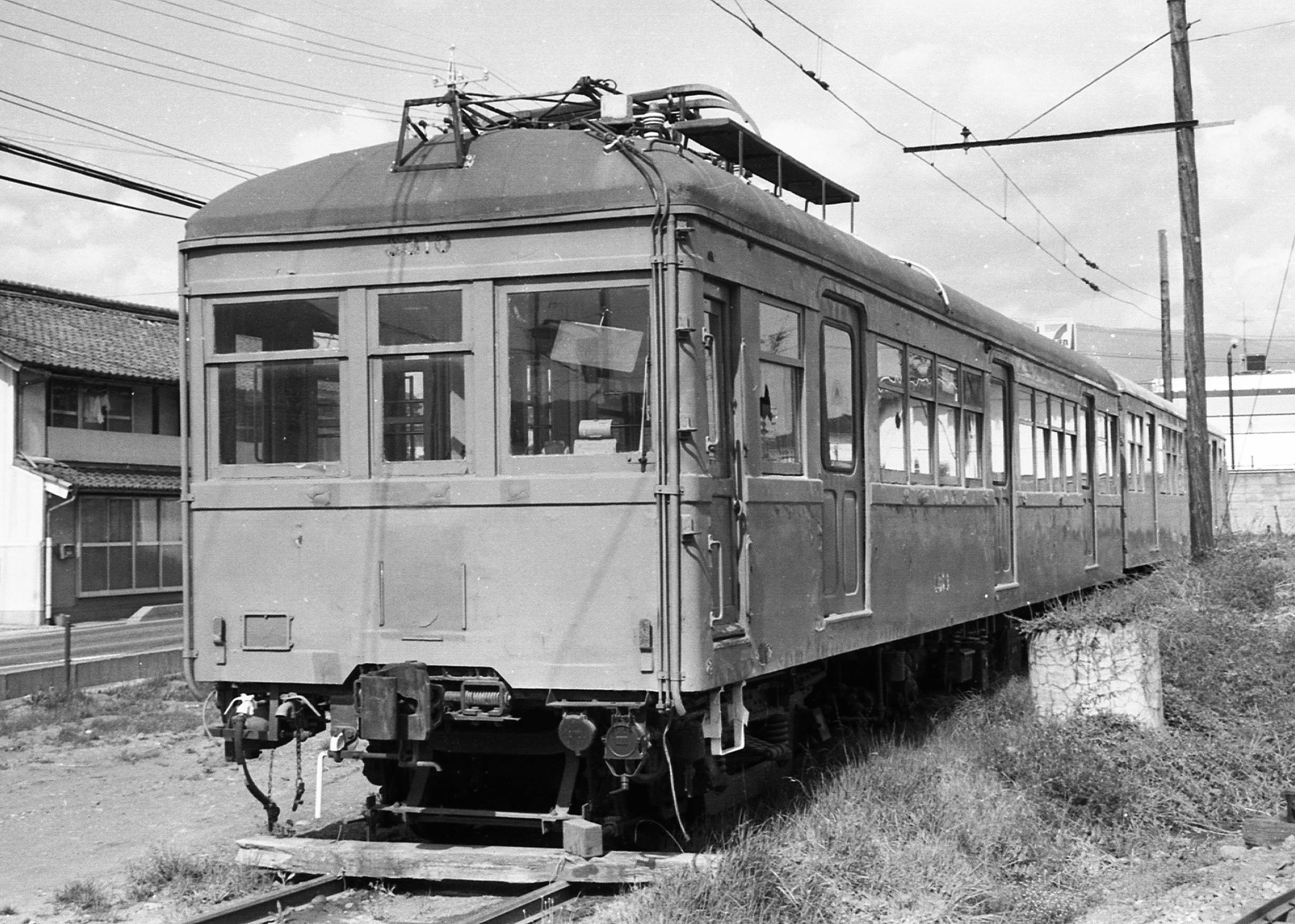
デハ3310
上田交通へ譲渡後、廃車された後の姿

東急3300系電車（とうきゅう3300けいでんしゃ）は、かつて東京急行電鉄で使用されていた通勤形電車で、東急3000系電車 (初代)のうち木造電車の鋼体化改造車であるデハ3300形電車・サハ3350形電車の総称。

## 概要
元は目黒蒲田電鉄モハ150形150 - 161（153は欠番）、および東京横浜電鉄サハ1形1 - 4である。
モハ150形は1937年および1940年に目黒蒲田電鉄モハ20形21 - 25・モハ30形 (2代) 30 - 35の車体を川崎車輛で鋼体化した両運転台の制御電動車。サハ1形はモハ150形の登場前年の1936年にモハ30形36 - 39の車体を日本車輌製造で鋼体化し、その際運転台撤去、電装解除された付随車。なお、サハ1形は東急史上最初の付随車である。

### 種車について
目黒蒲田電鉄（目蒲）および池上電気鉄道（池上）では、大正末期の路線延伸・輸送力強化に際し、旧院電（明治末期から大正中期製造の、初期の国鉄電車）の払い下げを受けて対処した。内容は以下の通りである。

#### 目蒲
目蒲への院電の払い下げは、3形式22両に及んだが、大半は短期間の内（一部は全く使用されず）に他社に譲渡されてしまっていたため、モハ150形の種車では少数派となった。
- デハ20形→モハ20形 / 21 - 25
21 - 24は1924年に鉄道省デハ6260形の払い下げを受けたもので、元は1909年製のホデ6110形（→ナデ）の一部。25は1925年にデハ6285形の払い下げを受けたもので、払い下げ当初はデハ40形42であったが、デハ40形の他車が再譲渡されて以降本形式に編入されて25となった。
- デハ30形 (初代) / 31 - 38
デハ20形と同じデハ6260形の払い下げ車だが、払い下げはデハ20形の翌年の1925年である。本形式は1927年に33・34・36・37が駿豆鉄道に、1929年に35が芝浦電気に、31・32・38が駿豆に再譲渡され、形式消滅している。このため、モハ150形・サハ1形の種車となったものはない。
- デハ40形 / 41 - 50
41 - 47は1925年にデハ6285形の、48 - 50は翌1926年にデハ6250形の払い下げを受けたもの。1927年に43・44が福武電気鉄道へ、1930年に41が芝浦電気へ譲渡され、また45 - 50は全く使用されずに阪神急行電鉄（現・阪急電鉄）へ譲渡され（鉄道省から直接入線したとされる）同社90形となった。残った42は上述の通りモハ20形に編入された。

#### 池上
目蒲へ払い下げられたものとは別の形式から10両が割り当てられている。1934年の目蒲による池上併合時点で目蒲車のうち17両が転出していたことから、モハ150形・サハ1形の種車の中では多数派となった（サハ1形の種車は4両とも元池上車）。
- デハ20形 / 20 - 29
1927年にデハ6310形の払い下げを受けたもので、目蒲併合以降はモハ30形 (2代) 30 - 39となった。

## デハ3300形(→クハ3230形・クハ3300形)
旧台枠を利用したため全長15.9 mの小型車で、オーバーハングも木造車そのままに短い。平妻形のシンプルな造形で、扉幅は1mとなった。
1942年（昭和17年）の大東急発足時に全車が東急に引き継がれデハ3300形3301 - 3311となった。3302・3303の2両は戦災に遭い、電装解除されてクハ3230形3231・3232として復旧。クハ3230形は歪みの著しい車体で有名であったが、1958年（昭和33年）にそれぞれサハ3360形3364・3363となり、旧車体は解体された。これとは別に3311が1953年（昭和28年）から1957年（昭和32年）の間、一時的に電装解除されクハ3300形3311となっていた。
デハ3300形は1955年（昭和30年）に片運転台化、連結面側の貫通化がされた。また低出力であることから全電動車の3両編成を組むこととなり、中間に入った3305・3306・3311は1958年（昭和33年）に前面側も貫通化されたが、この前面が東急で先頭に立つことはなく、晩年は前照灯・尾灯・ATS等が撤去されていた。この3両編成3本は池上線で運用され、全電動車編成ゆえに旧型車の中では加速が抜群に良かったとされる。一部の車両は外板張替え（本格的な車体更新ではない）も実施されたが、全車には及ばなかった。
廃車は1975年（昭和50年）から始まり、その大半が地方私鉄に譲渡された。3306 - 3309が京福電気鉄道福井支社（路線は現、えちぜん鉄道）に、1976年（昭和51年）に3301・3304・3305が福島交通に、1979年（昭和54年）に3310が上田交通に移っている。3311はサハ3366に台車を譲り解体された。

### 譲渡後
- 3306 - 3309 → 京福電気鉄道モハ281形電車
3307 - 3309がモハ281 - モハ283に、3306がモハ284となった。番号順に2両編成を組んだことから、モハ284（元3306）は京福に来てから初めて貫通前面が先頭に立つことになった。なお、東急時代に外板張替えが未施工だったモハ281は1979年（昭和54年）に車体のノーシル・ノーヘッダ化改造が行われた。1986年（昭和61年）11月末に、モハ2201形に代替され全車廃車となった[1]。
- 3301・3304・3305 → 福島交通デハ3300形電車
入線に際し3301が3306に改番されている。東急時代同様の3両編成を組み、主にラッシュ時に使用された。1982年（昭和57年）のデハ5000形5022・5023入線に伴って3305・3306が廃車され、3304も1986年に廃車された。
- 3310 → 上田交通デハ3300形電車
3310は1975年にクハ3661とともに上田交通に貸し出されていたが、1979年（昭和54年）に正式に譲渡。正式譲渡後に両運転台化されたが、単行で使用されることはごく稀であった。また屋根を修理したため、外観がわずかに変化した。1986年（昭和61年）に、別所線の架線電圧の直流1,500V昇圧に伴い廃車された。

## サハ3350形
東急初のサハ（付随車）で、台枠・台車（省形TR10形）は木造車のものを流用しているが、車体そのものはモハ510形（→デハ3450形）をベースにしており、同形と編成を組んだ。
周辺私鉄はもとより、鉄道省であっても付随車はサハ19形・サハ25形等の木造車が多数使用され、そもそも私鉄での3両編成自体が異例という時代にあって、鋼製車体の付随車は異彩を放ったと言われる。本形式登場に続いて同様の手法でモハ150形（→デハ3300形）が製造されたが、こちらは川崎車輛製で、電動車であるほかに車体幅や細部寸法に差異がある。大東急発足時にサハ3350形3351 - 3354と改番された。
1951年に発生した桜木町事故の教訓を受け、デハ3450形と共に東急初の貫通3両編成を組むことになり、全車両妻面が貫通化された。また、運用上サハ3350形はデハ3300形と組成されることはまずなかった。
全長が短いことに加え、車体幅が狭いことから早期に整理対象となり、供出車や戦災応急復旧車を別にすれば初代3000系列初の消滅形式として1965年に4両全車が上田丸子電鉄に譲渡された。2両はサハ60形61(←3351)・62(←3353)と改番し、当初は真田傍陽線で使用された後、同線廃止によって別所線に転じたが、61は使用されないまま1980年に廃車、62のみ整備されて使用されていたがクハ290登場で休車となったものの、1986年の別所線昇圧まで在籍していた。残る2両(3352,3354)は路線縮小に伴い上田丸子電鉄での使用の見込みがなくなり、1967年に車籍がないまま西武建設が購入、同社所沢車両工場で外板張替え・広幅貫通路化・金属サッシ窓化・台車取り換えが行われ、1971年に伊予鉄道へ新製扱いで売却され、サハ500形となった。こうした経緯のため、伊予鉄道譲渡後と東急時代との旧番号対比は不明である。モハ300形と3両固定編成で使用された。700系導入に伴いサハ501は廃車されたが、サハ502はモハ303・304と共に行われた高性能化改造により、新造の空気ばね台車に電気指令式ブレーキを装備するなどの大改造が行われており、2000年頃まで使用されていた。その後は検査期限切れから古町車庫に留置され休車となっていたが、2008年に廃車、解体された。
なお、サハ3250形3251はサハ3351の改造名義となっているが、書類上のみで部材、部品等の流用はなく、実態は無関係である。